# Knud Degn
Knud Degn   (Esbønderup-Nødebo Civil Parish, 11 de maig de 1880 - Copenhaguen, 16 de maig de 1965) va ser un regatista danès que va competir a començaments del segle xx.
El 1924 va prendre part en els Jocs Olímpics de París, on va guanyar la medalla de plata en la regata de 6 metres del programa de vela, a bord del Bonzo, junt a Christian Nielsen i Vilhelm Vett.